# 휘파람 (노래)
《휘파람》은 조선민주주의인민공화국의 시인 조기천의 시를 보천보전자악단의 단장 리종오가 곡을 붙여, 같은 악단의 가수 전혜영이 부른 조선민주주의인민공화국의 대중가요다. 1992년 출시되었다. 대한민국의 가수 길정화가 같은 노래로 음반을 내기도 했다. 가사는 여성에게 연심을 느낀 남성이 여성의 집 앞에서 휘파람을 분다는 내용이다.

## 노래
- 《휘파람》, 원작: 《조기천》, 개작/작곡: 《리종오》, 가수: 《전혜영》

## 참고 문헌
1. ↑  “북한에서 유행하는 애정가요는?”. 통일연구원. 1999년 8월 29일. 2014년 7월 25일에 원본 문서에서 보존된 문서. 2010년 11월 23일에 확인함. (국가정보원 보관됨 2001-05-05 - 웨이백 머신에서 인용된 내용)
2. ↑  최척호 (2001). “북한의 음악 : 대중 가요”. 《통일경제(현대경제연구원)》. 2001년 5·6월호: 70쪽.  “보천보전자악단을 대표한다고도 할 수 있는 생기발랄한 분위기의 가요인 휘파람은 6.25 전쟁 당시 사망한 조기천 시인이 해방 직후 창작한 시‘휘파람’을 보천보전자음악단 작곡가인 이종오가 1980년대 말 노랫말로 고쳐 곡을 붙인 것이다.”
3. ↑  신승훈 (2000년 6월 15일). “'통일소녀'라구?”. 오마이뉴스. 2010년 11월 23일에 확인함.